# Epp Petrone

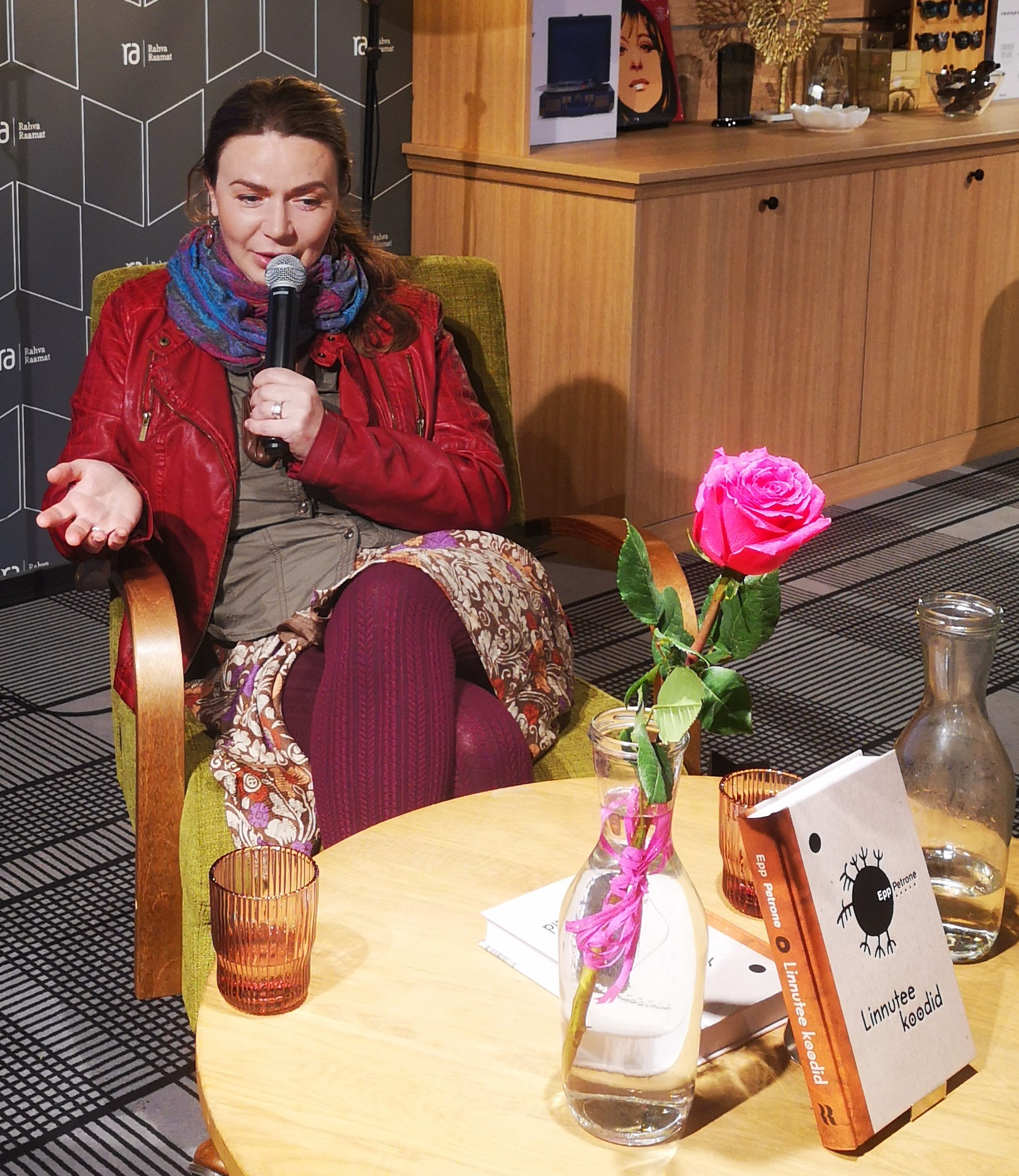
Epp Petrone, 2022

Epp Petrone (geb. Saluveer, von 1995 bis 2003 Epp Väljaots, * 20. Juli 1974 in Viljandi) ist eine estnische Journalistin, Verlegerin und Schriftstellerin.

## Leben und Werk
Epp Petrone schloss 2000 ihr Studium der Journalistik an der Universität Tartu ab und arbeitete danach bei diversen estnischen Zeitschriften und dem Hörfunk. 2007 veröffentlichte sie ihr erstes Buch, danach hat sie in rascher Folge zahlreiche weitere Bücher vorgelegt, sowohl für Kinder und Jugendliche als auch für Erwachsene. Viele ihrer Bücher sind Reiseberichte. Darüber hinaus ist sie eine eifrige Bloggerin und hat ihre Blogs teilweise auch zu Büchern umgearbeitet. 2007 gründete sie den Verlag „Petrone Print“.
Epp Petrone ist seit 2020 Mitglied des Estnischen Schriftstellerverbandes. Sie war in erster Ehe verheiratet mit dem Journalisten Jaan Väljaots, später mit dem Journalisten und Schriftsteller Justin Petrone.

## Bibliografie (Auswahl)
- Roheliseks kasvamine. Petrone Print, [Tartu] 2007. 223 S.
- Minu Ameerika. 1. osa. Petrone Print, [Tartu] 2007. 238 S.
- Minu Ameerika. 2. osa. Petrone Print, [Tartu] 2007. 287 S.
- Kas süda on ümmargune?. Petrone Print, [Tartu] 2010. 288 S.
- Around the heart in eleven years. A travel memoir. Petrone Print, [Tartu] 2010. 312 S.
- Anna’s teeth. Petrone Print, [Tartu] 2013. 90 S.
- Elust kirju. Petrone Print, [Tartu] 2014. 351 S.
- Hiir püksis. Petrone Print, [Tartu] 2016. 142 S.
- Inspireerivad armastuslood läbi aegade. Petrone Print, [Tartu] 2017. 158 S.
- Maal mamma juures. Petrone Print, [Tartu] 2020. 69 S.
- Meie taluelu. Petrone Print, [Tartu] 2021. 304 S.
- Riks ja neli kuningat. Tänapäev, Tallinn 2022. 187 S.
- Linnutee koodid. Rahva Raamat, Tallinn 2022. 303 S.
- Meie maaelu. Jääme ellu!. Petrone Print, [Tartu] 2023. 222 S.